# Berndt Malmgren
Berndt Rudolf Malmgren, född 5 oktober 1906 i Sundsvall, 23 november 1977 i Solna, var en svensk bakteriolog.
Berndt Malmgren var son till handelsmannen Johan Andreas Malmgren. Efter studentexamen vid Sundsvalls högre allmänna läroverk 1925 började han studera medicin vid Karolinska Institutet, blev medicine kandidat 1928 samt medicine licentiat och legitimerad läkare 1933. Malmgren innehade 1934-1938 diverse assistentförordnanden vid statens bakteriologiska laboratorium och var 1939-1940 tillförordnad laborator där. Han var 1935-1936 extraordinarie och tillförordnad förste amanuens vid Serafimerlasarettets medicinska klinik 1935-1936, assistentläkare och tillförordnad underläkare vid Sankt Eriks sjukhus 1936-1937, laborator vid Karolinska sjukhusets medicinbakteriologiska laboratorium 1940-1948 och kontrollant vid statens bakteriologiska laboratorium 1941-1967. Malmgren var 1941-1946 tillförordnad laborator vid Karolinska Institutet, blev docent i bakteriologi 1942 och samma år medicine doktor. Han var 1946-1947 och 1948 tillförordnad och därefter 1948-1972 ordinarie professor i bakteriologi vid Karolinska Institutet.
Malmgren var även ledamot av kommittén angående Karolinska sjukhusets fortsatta utbyggande 1949-1961, expert i utredningen angående tillverkning av bakteriologiska serum och ympämnen 1953-1957, sakkunnig i 1954 års utrustningskommitté 1954-1959, ordförande i Svenska läkarsällskapets sektion för hygien och bakteriologi från 1955, ledamot av styrelsen för statens bakteriologiska laboratorium 1958-1970, expert i utrustningskommittén för Göteborgs universitet 1959-1967 och försäkringsöverläkare vid Trygg-Hansa